# Línea 277 (Buenos Aires)
La línea 277 es una línea de colectivos. Une las localidades de Nueve de Abril con Sarandí, en el sur del conurbano bonaerense. Fue originalmente operada hasta diciembre de 2012 por Compañía La Paz S.A.C.I, y por Autobuses Santa Fe desde 2013 hasta 2021.
La línea es operada por Grupo DOTA desde el 2021

## Recorrido
La línea 277 une la intersección de la Avenida Olimpo y la Ruta Provincial 4 con Lanus, por medio del siguiente recorrido:

• Ruta Provincial 4
•Dr. E Restelli
• M. Moreno
• General Paz
• Lagos García 
• Los Andes
- Ruta Provincial 4
- Avenida Juan XXIII
- Oslo
- Meléndez Valdez
- Francisco Siritto
- Juan Domingo Perón
- Colectora de Camino Negro
- Avenida General Martín Rodríguez
- Florentino Ameghino
- Gabriela Mistral
- Avenida General Hornos
- Avenida Presbítero Uriarte
- Avenida Hipólito Yrigoyen
- Colón
- Maipú
- Juan B. Palaá
- Mariano Acosta
- Dr. Estanislao S. Zeballos
- French
- Avenida General Roca
- Olavarría
- Ricardo Gutiérrez
- Hernán Cortés
- Cabo Chieffi
- Edison
- Rivera Indarte
- Génova
- Pedro Agrelo
- Morse
- Puente Ibáñez
- Nicaragua
- Estado de Israel[2]

## Ceses de actividades
- Abril de 2019: cese de actividades de la línea y del resto de las líneas de Autobuses Santa Fe por despido de un chofer.[3]
- Julio de 2019: se adhirió a un paro decretado por UTA, afectando la prestación de su servicio.[4]
- Diciembre de 2019: Sin servicio debido a un conflicto gremial.[5]